# Jan Jeżewski
Jan Jeżewski (ur. 11 listopada 1951) – polski piłkarz, grający na pozycji pomocnika.
Wychowanek Startu Łódź, był ponadto m.in. zawodnikiem dwóch innych łódzkich klubów, ŁKS i Widzewa. Karierę piłkarską zakończył w Finlandii.
Do 1980 roku nosił nazwisko Jan Marchewka; jako piłkarz Widzewa zmienił nazwisko.